# Свелгат
Свелга́т (лат. Suelgate, нім. Swelgate, ? — 23 лютого 1205) — литовський князь кінця ХІІ — початку ХІІІ століття. Учасник битви при Роденпойсі. Згадується у «Хроніці Лівонії» як «багатий і хоробрий муж». У лютому 1205 року організував похід до землі естів, ведучи за собою 2-тисячне військо. Біля Риги зустрівся із німецькими міськими послами, отримав від них дари й гостинці, але помітивши слабкість міста, забажав захопити його на зворотному шляху. 23 лютого повертався зі здобиччю і полоном з краю естів; біля Роденпойсу (сучасні Ропажі в Латвії) потрапив у засідку, яку влаштувало об'єднане німецько-земгальське військо під проводом ризького єпископа Альберта фон Буксгевдена та земгальського князя Вестарда. Перебуваючи на санях отримав поранення списом у бік від німецького вояка Теодоріха Шиллінга з почту єпископа. Після цього був атакований земгалами, які відрубали йому голову, а потім разом із іншими трофейними головами доставили її до Семигалії. Перший литовський правитель, що згадується в надійних історичних джерелах. В литовській та білоруській історіографії вживається гіпотетичне литовське прочитання імені — Жвелга́йт, Жвелга́йтіс (лит. Žvelgaitis). Інші варіанти прочитання — Свельга́т, Суельга́т.